# 子不語
『子不語』（しふご、別題『新斉諧』）は、中国の清朝の文言小説集。著者は袁枚（えんばい、1716年（康熙55年） - 1797年（嘉慶2年）、字を子才、号を簡斎、屋敷を隨園と名付け、隨園老人とも号した）。

## 概要
蒲松齢（ほしょうれい、1640-1715年）の『聊斎志異』の流行によって六朝時代の志怪小説復興は模倣者を生み活況を取り戻し始めたが、およそ80年後この動きに拍車をかけたのが袁枚と紀昀であり、袁枚が晩年に著したのが『子不語』正編・続編である。
書名は論語の「子不語怪力乱神」（子、怪力乱神を語らず）に由来し、孔子が語らなかった怪異の話をあえて集めたとの意である。自序によれば袁枚は、元の時代に同名の書があるのに気付き（こちらの「子不語」については今ではよくわからない）、荘子に基づいて『新齊諧』と改めたが、元の書名のほうが一般に広く通用している。
『新齊諧』正編二十四巻は最終的に1788年（乾隆53年）、袁枚73歳のときに刊行された。
袁枚はその後も怪異譚を書き続け、続編として『續新齊諧』八卷が1792年（乾隆57年）頃刊行された。

## 日本語訳書
- 木下杢太郎 訳 『志那傳説集』 精華書院〈世界少年文學名作集18〉 1921年。改訂版は1940年に座右宝刊行会。全63話中48話が『子不語』『続新齊諧』から採られた少年向けの抄訳[10]。[11]
- 邑楽慎一 訳 『近代志那傳説集 子不語』 長崎書店 1941年。中国史の知識なしに読める作品160篇の抄訳。国立国会図書館デジタルコレクション。
- 今村与志雄 訳 『剪灯新話・剪灯余話・閲微草堂筆記・子不語・諧鐸』平凡社〈中国古典文学全集20〉1958年。正・続から抄訳（41篇）。
- 前野直彬 訳『閲微草堂筆記　子不語　述異記　秋燈叢話　諧鐸　耳食録』平凡社〈中国古典文学大系 42〉、1971年。ISBN 458231242X。 NCID BN00982806。

『新齊諧』正編24巻（745篇）から112篇の抄訳。『隨園二十八種本』を主に『隨園三十種本』と校合したものを底本とする。
- 黒田真美子[12] 編著・福田素子[13] 著・竹田晃 編 『閲微草堂筆記・子不語・続子不語』 明治書院〈中国古典小説選 11 清代 Ⅲ〉 2008年。ISBN 9784625664106

原文対比・訳注解、『新齊諧』から41篇、『續新齊諧』から8篇の抄訳。底本として『隨園三十種本』を『隨園二十八種本』と校勘、白話訳本を参照。
- 手代木公助[14] 訳注 『子不語』平凡社東洋文庫〈全5巻〉 2009年-2010年

初の全訳版 767篇。猥雑との理由で削除されることが多い篇を含め収録。
1)ISBN 9784582807882　2)ISBN 9784582807905　3)ISBN 9784582807929　4)ISBN 9784582807943　5)ISBN 9784582807950

## 注・出典
1. ↑  文言小説とは、宋代以後の中国小説史の上で、大きな比重を占めてはいなかったために、形態名が与えられていなかったこの分野に対し、前野直彬が仮に付けた呼称である。(中国古典文学大系42, p. 503、訳者解説)
2. ↑  紀昀（きいん、1724-1805年）は反聊斎の姿勢を鮮明にし『閲微草堂筆記』（えつびそうどうひっき）を著した。
3. ↑  星野明彦「袁枚と『子不語』 : 小説家としての意識を中心に」『藝文研究』第51巻、慶應義塾大学藝文学会、1987年7月、69-70頁、ISSN 0435-1630。
4. ↑  述而第七之二十 ウィキソースには、論語 (Wikisource)/述而第七の原文があります。
5. ↑  莊子 逍遙遊第一 北冥有魚の条 「齊諧者、志怪者也。」 ウィキソースには、莊子/逍遙遊の原文があります。
6. ↑  原刊本『隨園二十八種本』（木版線裝本）。1892年（光緒18年）刊行の『隨園三十八種本』(排印本)には二十四巻710篇（開放文學目録）、中国語版ウィキソースは開放文學に依存と記すも745篇収録する。
7. ↑  中国古典文学大系42, p. 513-514、訳者解説.
8. ↑  中野清は、袁枚没後、弟子や遺族による編纂と思われる『隨園三十種本』では、最初8巻だったのが10巻になった経緯や収録作品数増加の事由等を推測しており興味深い。(中野清(2005))
9. ↑  1892年刊行の『隨園三十八種本』は『續新齊諧』十巻266篇（開放文學目録）、中国語版ウィキソースは開放文學に依存とするも277篇収録する。
10. ↑  中野清(2016).
11. ↑  『世界少年文學名作集』精華書院〈大正10年〉、1921年。doi:10.11501/958927。
12. ↑  くろだまみこ、大阪生まれ。法政大学 文学部日本文学科 教授。
13. ↑  ふくだもとこ。聖学院大学 非常勤講師。
14. ↑  てしろぎこうすけ、1931年- 2015年。福島県喜多方市生まれ。日中友好協会理事（1994年 - 2010年）。『老百姓、再び!』2020年 田畑書店 ISBN 978-4-8038-0372-3 紹介文による。